# Friedrich Heinrich Jacobi
Friedrich Heinrich Jacobi (født 25. januar 1743 i Düsseldorf, død 10. marts 1819 i München) var en tysk filosof, der mest huskes for at udråbe nihilismen som oplysningstidens største fejltagelse. Han var fortaler for Glaube, en blanding af tro og tiltro, i stedet for rationel tænkning. Han var bror til Johann Georg Jacobi.